# Toxorhina (Toxorhina) trilineata
Toxorhina (Toxorhina) trilineata is een tweevleugelige uit de familie steltmuggen (Limoniidae). De soort komt voor in het Australaziatisch gebied.